# Destiny (laboratorium)

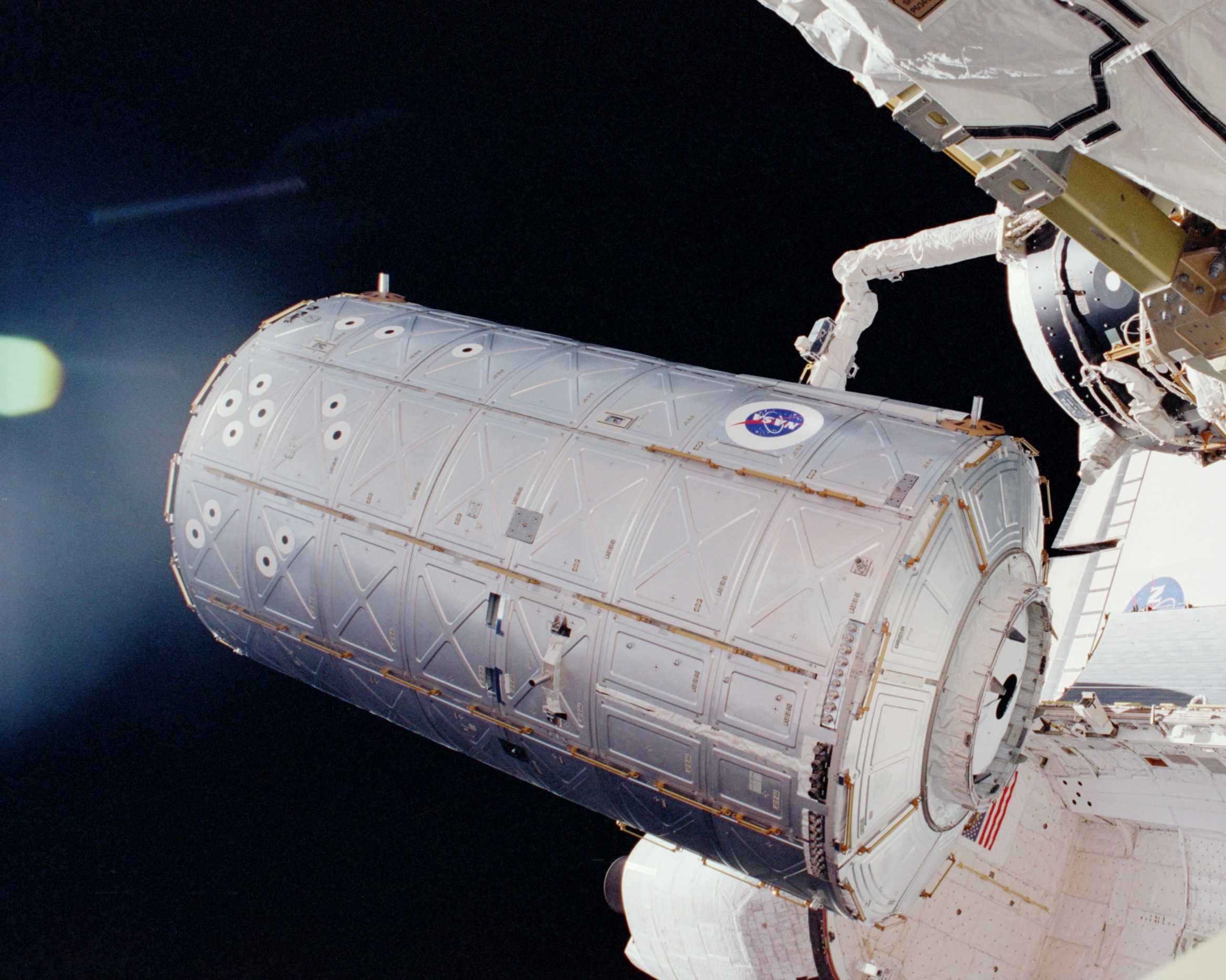
Moduł laboratoryjny Destiny (NASA)

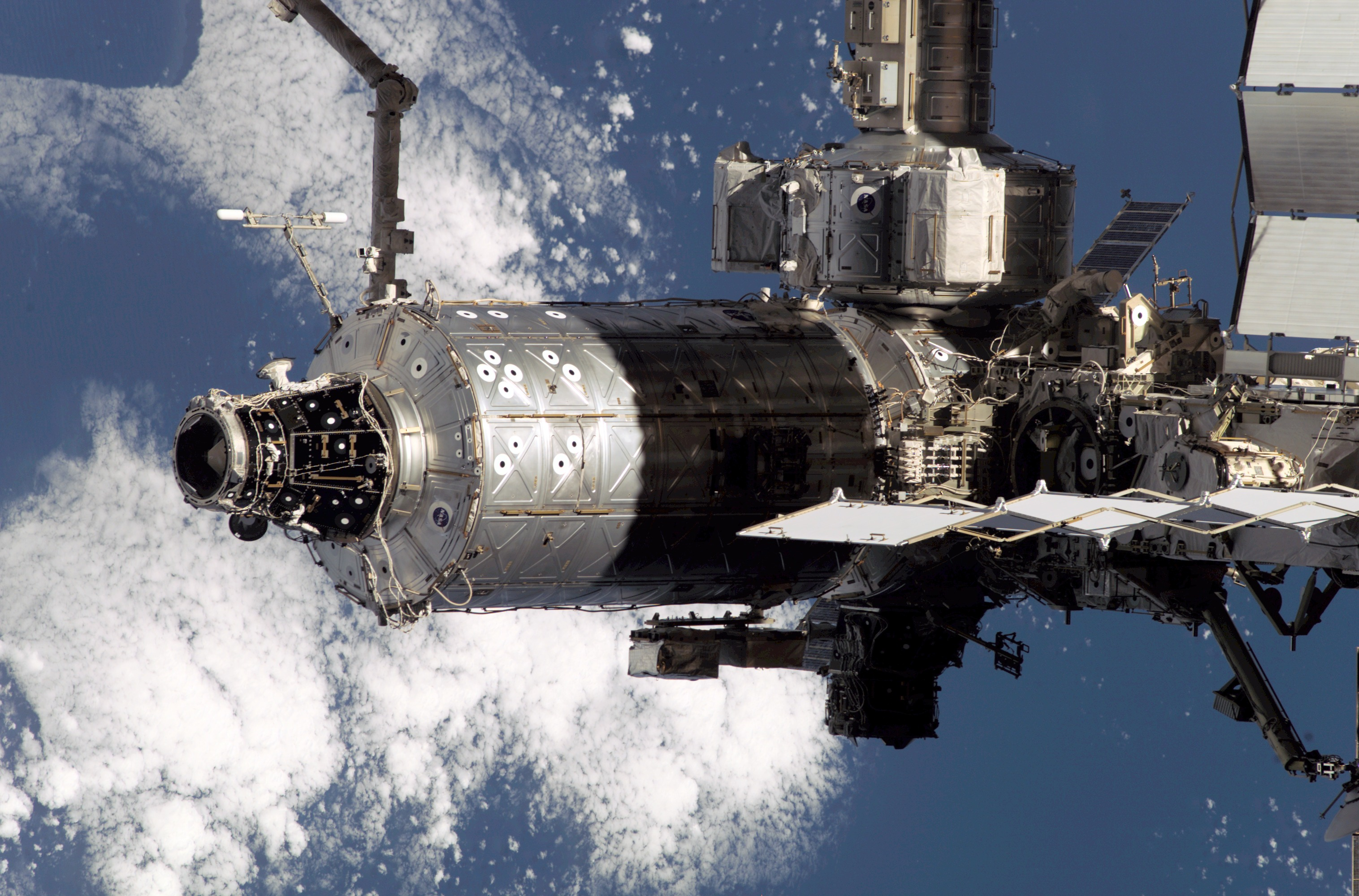
Moduł Destiny podłączony do ISS

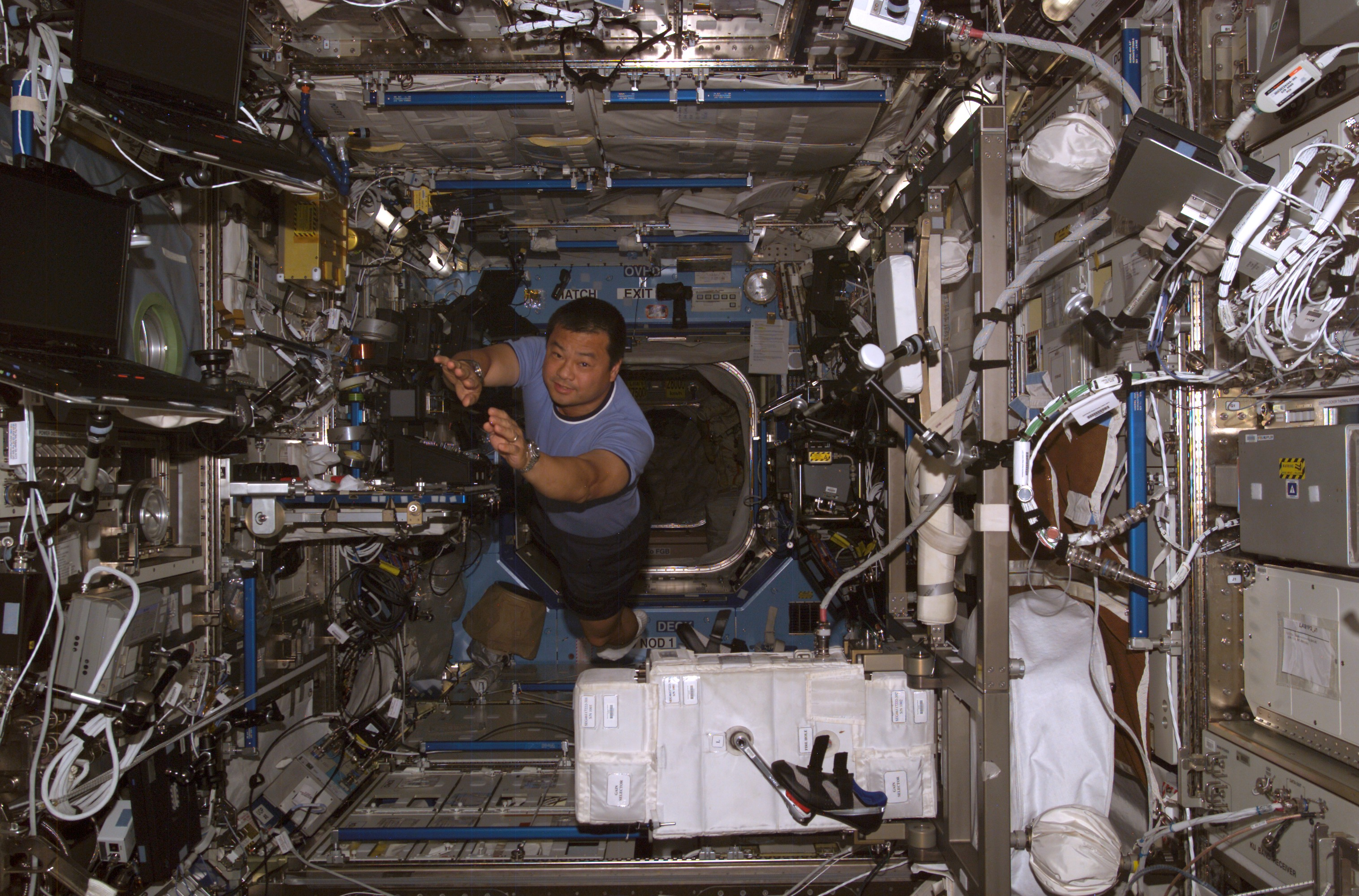
Astronauta Leroy Chiao wewnątrz laboratorium Destiny (31 października 2004)

Moduł laboratoryjny Destiny (ang. Destiny Laboratory Module) jest podstawowym laboratorium badawczym dla amerykańskich projektów badawczych na pokładzie Międzynarodowej Stacji Kosmicznej. Został on podłączony do modułu Unity i aktywowany w ciągu pięciu dni na początku lutego 2001 roku. Moduł ten jest pierwszą orbitalną stacją badawczą NASA od czasu ostatniego obsadzenia załogą stacji kosmicznej Skylab w lutym 1974 roku.
Aluminiowy moduł ma 8,5 metra długości i 4,3 metra szerokości. Dzieli się na trzy cylindryczne sekcje i dwie krańcowe sekcje o kształcie stożka. Stożki te zawierają włazy, przez które astronauci wchodzą i wychodzą z modułu. Destiny jest podłączony do przedniej ściany modułu Unity.
Podobnie jak w planowanych japońskich i europejskich laboratoriach przyłączonych do ISS, ładunki badawcze wewnątrz Destiny są układane w Międzynarodowych Standardowych Szafach Ładunkowych (International Standard Payload Rack). Każda szafa waży około 540 kg. Destiny został umieszczony na orbicie razem z pięcioma szafami, zawierającymi systemy podtrzymywania życia, które zapewniają energię elektryczną, chłodzenie wody, rewitalizację powietrza oraz kontrolę temperatury i wilgotności. Siedem kolejnych szaf zostało wysłanych do modułu Destiny na pokładzie Wielofunkcyjnego Modułu Logistycznego Leonardo w ramach misji STS-102, dalsze dziesięć zostało dostarczonych w kolejnych misjach.
Cztery stanowiska zawierają podłączenia do podsystemów modułu – kanaliki zawierają kable i rury, które biegną z i do poszczególnych szaf i poprzez laboratorium. Łącznie, Destiny może pomieścić 23 szafy – po sześć na burtach i suficie oraz 5 na podłodze.
Astronauci pracują wewnątrz napowietrzonego, hermetycznego modułu. Przeprowadzają tam badania z różnych dziedzin nauki. Naukowcy z całego świata mogą skorzystać z wyników badań, aby poszerzyć swoją wiedzę z zakresu medycyny, inżynierii, biotechnologii, inżynierii materiałowej i badań Ziemi.
Boeing rozpoczął konstrukcję ważącego 14,5 tony laboratorium badawczego w roku 1995 w Centrum Lotów Kosmicznych imienia George’a C. Marshalla w Huntsville w stanie Alabama. Moduł Destiny został dostarczony do Centrum Kennedy’ego na Florydzie w roku 1998. NASA rozpoczęła przygotowania do wyniesienia laboratorium w sierpniu roku 2000. Zostało ono umieszczone na orbicie 7 lutego 2001 na pokładzie promu kosmicznego Atlantis w ramach misji STS-98.

## Struktura laboratorium
Wnętrze laboratorium stanowią głównie szafy oraz stanowiska robocze. Osprzęt przechowywany jest w postaci modularnych szaf. Szafy podłączane są do instalacji (np. elektrycznej) za pomocą złącz, znajdujących się przy stanowiskach roboczych.
Złącza w kołnierzu, czyli przestrzeni między modułami Unity i Destiny, łączą rury i kable pomiędzy tymi modułami. Dodatkowo, zostaną zainstalowane dodatkowe kable uziemiające. Jedna strona uziemienia będzie podłączona do Aktywnego Wspólnego Mechanizmu Dokującego (Active Common Berthing Mechanism) modułu Unity, druga – do mechanizmu pasywnego (Passive Common Berthing Mechanism) modułu Destiny.
Inne systemy na Destiny to mechanizmy dokujące (pasywne i aktywne), włazy i roleta okna laboratorium. Aktywny mechanizm dokujący znajduje się w przedniej burcie laboratorium. Zostanie on podłączony do pasywnego złącza modułu PMA 2, kiedy PMA zostanie podłączony do przedniego złącza Destiny. Złącze aktywne modułu Destiny nie może być używane przed aktywacją laboratorium. Złącze pasywne znajduje się na rufowej burcie. Aktywne złącze przedniej burty modułu Unity zostanie sprzęgnięte z pasywnym złączem laboratorium, aby połączyć Destiny z Unity.
Każde z dwóch złącz Destiny zawiera właz. Właz rufowy (do modułu Unity) zostanie otwarty i w takiej pozycji pozostanie, chyba że zajdzie sytuacja wymagająca izolacji laboratorium. Właz dziobowy (do modułu Harmony) również jest stale otwarty.
Każdy właz posiada okno. Włazy mogą być otwierane i zamykane z obu stron. Właz zawiera blokadę ciśnieniową, która uniemożliwia otwarcie włazu, jeśli po jednej ze stron jest bardzo niskie ciśnienie.
Destiny zawiera okno o jakości pozwalającej na naukowe obserwacje Ziemi. Okno to posiada roletę, która chroni je przed potencjalnymi uderzeniami mikrometeorytów i orbitalnych śmieci. Załoga ręcznie otwiera roletę, aby skorzystać z okna.
Destiny zawiera także Zamrażarkę Laboratoryjną Minus Osiemdziesiąt Stopni (Minus Eighty Degree Laboratory Freezer for ISS – MELFI), przetransportowaną na stację w misji STS-121. Zamrażarka ta jest używana do przechowywania próbek i substancji na pokładzie ISS, a także do transportowania ich z i na stację w środowisku kontrolowanej temperatury.

## Dane techniczne
- Długość: 8,53 m
- Średnica: 4,27 m
- Masa: 14 500 kg